# Хотел Ексцелзиор
Хотел Ексцелзиор се налази у Београду у улици кнеза Милоша, преко пута Дворског комплекса и парка. Сада носи назив Mercure Belgrade Excelsior.

## Историјат
Хотел Ексцелзиор је саграђен 1921. године, а 15. марта 1924. године је почео да прима госте. Хотел је дело бечког архитекте, и када је почео да се гради требао је да буде болница, али у току градње су одустали од те идеје и постао је угоститељски објекат.
Хотел је коришћен у разне сврхе, ту је за време Другог светског рата била смештена немачка команда, затим је неко време у том хотелу и био Окружни суд. Као угоститељски објекат је коначно постао поново 1948. године. Хотел је 2008. године приватизован и промењен му је назив у Хотел Меркур Београд Ексцелзиор, представља део ланца ALL – Accor Live Limitless.
Хотел је садржао 55 соба, имао је прву категорију. Због локације на којој се налазио ту су одседало бројни политичари, страни државници и чланови краљевске породице. Хотел је имао и богат забавни програм. Ту су организовани бројни дочеци нових година. Власник Хотела је био Милутин Стакић у периоду од 1930. до 1937. године.

### Познате личности као гости хотела
- Иво Андрић (писац)
- Милош Црњански (писац)
- Жозефина Бекер (забављачица)
- Ана Павлова (балерина)[1]